# Richard Brunelle
Richard Brunelle (Springfield, Massachusetts, 1964. szeptember 6. – Tampa, Florida, 2019. szeptember 23.) amerikai gitáros, aki elsősorban a Morbid Angel death metal zenekar tagjaként vált ismertté. Játéka az együttes 1989-ben megjelent Altars of Madness debütalbumán, valamint az 1991-ben megjelent Blessed Are the Sick korongon hallható. 1992-ben hagyta el a zenekart, később a Paths of Possession zenekarban bukkant fel.

## Életrajza
Hétéves koráig Új-Anglia területén élt családjával, majd elköltöztek a floridai Tampába. Középiskolás korában döntötte el, hogy gitáros szeretne lenni, elmondása szerint a lehető legextrémebb zenekarban. A középiskola elvégzése után helyi zenekarokban játszott, mígnem találkozott Mike Browning dobossal, és Trey Azagthoth gitárossal, a Morbid Angel tagjaival. Brunelle játszott az együttes 1989-ben megjelent Altars of Madness debütalbumán, de a Morbid Angel turnékon is részt vett. Mivel az együttes fő dalszerzője Azagthoth, Brunelle nem vett részt a dalírásban, leszámítva a Blessed Are the Sick lemezen szereplő Desolate Ways című instrumentális szerzeményt. Közel tíz évnyi együttműködés után személyi okokra hivatkozva, 1992-ben kilépett a Morbid Angel-ből. Elmondása szerint az itt töltött évei a legemlékezetesebbek számára, és mindvégig hálás marad, hogy részese lehetett a zenekar történetének. 1994-ben és 1998-ban újra turnézott az együttessel.
Ezt követően évekig nem hallatott magáról, majd 1999-ben megalapította a Paths of Possession death metal együttest. Az együttes stílusában a floridai típusú death metal mellett, a dallamosabb svéd együttesek, mint az In Flames vagy a Dark Tranquillity hatása is helyet kap. Első albumukat 2002-ben adták ki Legacy in Ashes címmel. Érdekesség, hogy az együttes soraiban megfordult George Fisher, a Cannibal Corpse énekese is. Brunelle azonban innen is hamar távozott, és manapság egyetemi tanulmányaira koncentrál, mivel számítógépes mérnök szeretne lenni, elsősorban szoftverfejlesztő és webdesigner.

## Diszkográfia
Morbid Angel:
- Altars of Madness (1989)
- Blessed Are the Sick (1991)